# Palais Petroni Cenci Bolognetti
Le Palais Petroni Cenci Bolognetti, également connu sous le nom de Palais Cenci-Bolognetti, est un palais rococo de Rome situé sur la Piazza del Gesù, dans le rione Pigna, près de l'église du Gesù.

## Histoire
La famille napolitaine des Petroni, présente à Rome depuis 1407, a construit trois palais sur la Piazza del Gesù, dont le plus ancien en 1563, œuvre de l' architecte papal Alessandro Petroni. Ce bâtiment a ensuite été modifié et incorporé au palais voisin, construit en 1737 pour le comte Alessandro Petroni, qui a chargé Ferdinando Fuga, l'architecte préféré des papes Clément XII et Benoît XIV, de construire une nouvelle façade intégrant les bâtiments. Ce nouveau palais est le Palazzo Petroni Cenci Bolognetti moderne, dont l'apparence ressemble à celle du Palais Odescalchi, mais avec quelques détails différents, comme le portail. Des roses, le symbole héraldique des Petroni, ont été placées par Fuga à divers endroits du palais.
Le palais passa aux Bolognetti, princes de Vicovaro, dans la seconde moitié du XVIIIe siècle  et passa aux mains d'Alessandro Cenci Bolognetti, neveu du dernier Bolognetti et fils de Virgínio Cenci. La dernière héritière de la famille, la princesse Beatrice Fiorenza, a quitté le bâtiment pour l'Université de Rome « La Sapienza » en 1955 dans le but de créer un Institut Pasteur. Le bâtiment, rénové en 1990, a été le siège du parti de la Démocratie chrétienne entre 1946 et 1992,.
Le troisième palais, situé à gauche du Palazzo Petroni Cenci Bolognetti, est connu sous le nom de Palazzo Petroni Borgnana, également détenu par l'architecte Alessandro Petroni et qui est ensuite passé à la famille Borgnana, fait attesté  par l'inscription BORGNANA gravée sur l'architrave du portail du XVIe siècle.

## Images

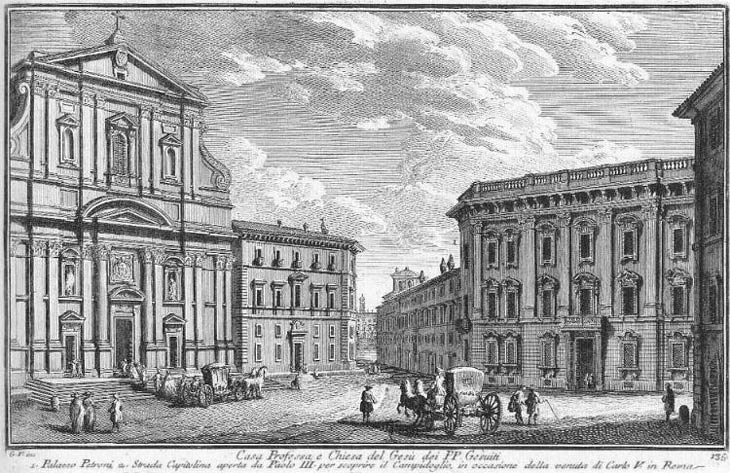
Gravure de Giuseppe Vasi (1756), montrant l'église du Gesù à gauche et le Palazzo Petroni Cenci Bolognetti à droite.
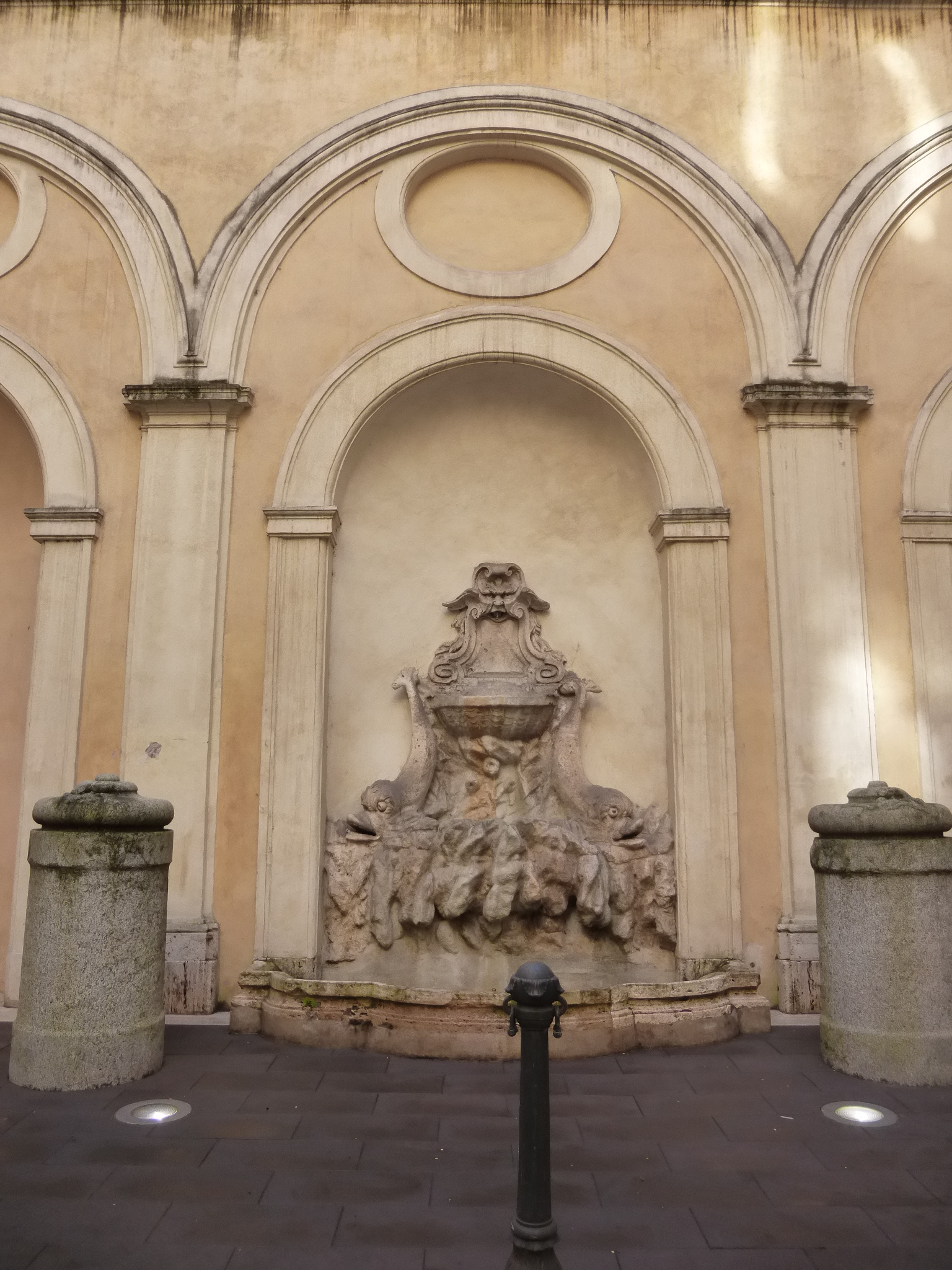
Fontaine dans la cour intérieure.